# Giro delle Tre Province
Der Giro delle Tre Province war eine Radsportveranstaltung in Italien. Es war ein Straßenrennen, das als Eintagesrennen ausgetragen wurde und fand von 1967 bis 2017 statt. Der Kurs führte durch die Gegend rund um Pioltello in der Provinz Mailand (ab 2015 Metropolitanstadt Mailand). Das Rennen hatte 48 Auflagen.

## Geschichte
Der Giro delle Tre Province wurde als Wettbewerb im Straßenradsport für Amateure und fahrer der U23-Klasse ausgetragen. Bis 2013 war es Bestandteil des Elite- und U23-Kalender des italienischen Radsportverbandes. Veranstaltet wurde es vom Verein G.S. Dari Mec. In der letzten Austragung 2017 fand es als Rennen für Junioren statt.

## Sieger
- 1967  Franco Vanzin
- 1968  Felice Salina
- 1969  Pietro Algeri
- 1970  Ettore Rinaldi
- 1971  Aurelio Zacchi
- 1972  Guido Lussignoli
- 1973  Mario Boglia
- 1974  Maurizio Mantovani
- 1975   Maurizio Mantovani
- 1976  Tadeusz Zawada
- 1977  Cesare Cipollini
- 1978  Maurizio Orlandi
- 1979  Silvestro Milani
- 1980  Guido Bontempi
- 1981  Walter Pettinati
- 1982  Antonio Leali
- 1983  Gábor Szűcs
- 1984  Stefano Allocchio
- 1985  Gianbattista Bardelloni
- 1986  Luciano Boffo
- 1987  Giovanni Fidanza
- 1988  Maurizio Tomi
- 1989  Walter Brambilla
- 1990  Marco Testa
- 1991  Giovanni Lombardi
- 1992  Nicola Minali
- 1993  Francesco Arazzi
- 1994  Simone Tomi
- 1995  Fulvio Frigo
- 1996  Marco Zanotti
- 1997  Cristian Bianchini
- 1998  Daniele Galli
- 1999   Marco Zanotti
- 2000  Christian Bianchini
- 2001  Alberto Loddo
- 2002  Enrico Grigoli
- 2003  Christian Murro
- 2004  Danilo Napolitano
- 2005  Alberto Curtolo
- 2006  Alex Buttazzoni
- 2007  Jacopo Guarnieri
- 2008   Jacopo Guarnieri
- 2009  Andrea Palini
- 2010  Elia Viviani
- 2011  Marco Amicabile
- 2012  Nicola Ruffoni
- 2013  Redi Halilaj
- 2014–2016 nicht ausgetragen
- 2017  Federico Marchi